# Acacia allenii
Acacia allenii är en ärtväxtart som beskrevs av D.H.Janzen. Acacia allenii ingår i släktet akacior, och familjen ärtväxter. IUCN kategoriserar arten globalt som starkt hotad. Inga underarter finns listade i Catalogue of Life.